# Like a Virgin (album)
Like a Virgin è il secondo album in studio della cantante statunitense Madonna, pubblicato il 12 novembre 1984 negli Stati Uniti dalla Sire Records e ristampato il 26 luglio 1985 in Europa dalla Warner Bros. Records con l'inclusione di una nuova canzone, Into the Groove, dalla colonna sonora del film Cercasi Susan disperatamente, interpretato dalla stessa cantante. Nel 2001 la Warner Bros. pubblicò una versione rimasterizzata dell'album con due bonus track.
Like a Virgin ebbe un enorme successo negli Stati Uniti, dove vendette oltre 10 milioni di copie e fu certificato disco di diamante nel 1999. Like a Virgin ha venduto nel mondo oltre 21 milioni di copie. Grazie a quest'album Madonna ricevette il suo primo MTV Video Music Award: il prestigioso "Video Vanguard Award" per il grande impatto nel mondo dei video.
Per quanto riguarda l'impatto del disco e, in particolare, dell'omonimo brano, Madonna dichiarò: "Sono stata sorpresa dal modo in cui la gente ha reagito a Like a Virgin perché quando ho scritto quella canzone, per me, stavo cantando su come qualcosa mi ha fatta sentire in un certo modo - nuova e fresca - e tutti l'hanno interpretato come 'Io non voglio più essere vergine. Fottimi il cervello!' Non è quello che ho cantato affatto. Like a Virgin è sempre stata assolutamente ambigua." Nel 1985, il disc viene ristampato con l'aggiunta del successo internazionale Into the Groove.
Nello stesso periodo Madonna partì per il suo primo tour, creato principalmente per promuovere l'album, il Virgin Tour, che toccò solo le principali città statunitensi e canadesi, riscontrando un enorme successo: in questo tour
fu accompagnata da un giovane gruppo hip hop, i Beastie Boys.

## Produzione
Ex ballerina e protagonista della scena del club di New York, Madonna divenne famosa nel mondo con l'uscita del suo album omonimo del 1983. Alimentato da brani di successo come Holiday, Borderline e Lucky Star, l'album è stato uno dei più venduti dell'anno e ha aiutato Madonna a diventare uno degli artisti più interessanti degli anni '80. Quando iniziò a lavorare al suo secondo album, Madonna sentì che il suo primo album era riuscito a presentare la sua persona da "street-smart dance queen", e voleva consolidare e sviluppare questo concetto. Secondo lei, "Il mio lavoro, la mia dedizione - la testardaggine per ottenere la liberazione di Madonna - avevano dato i loro frutti. Ora era il momento di consolidare il mio futuro".

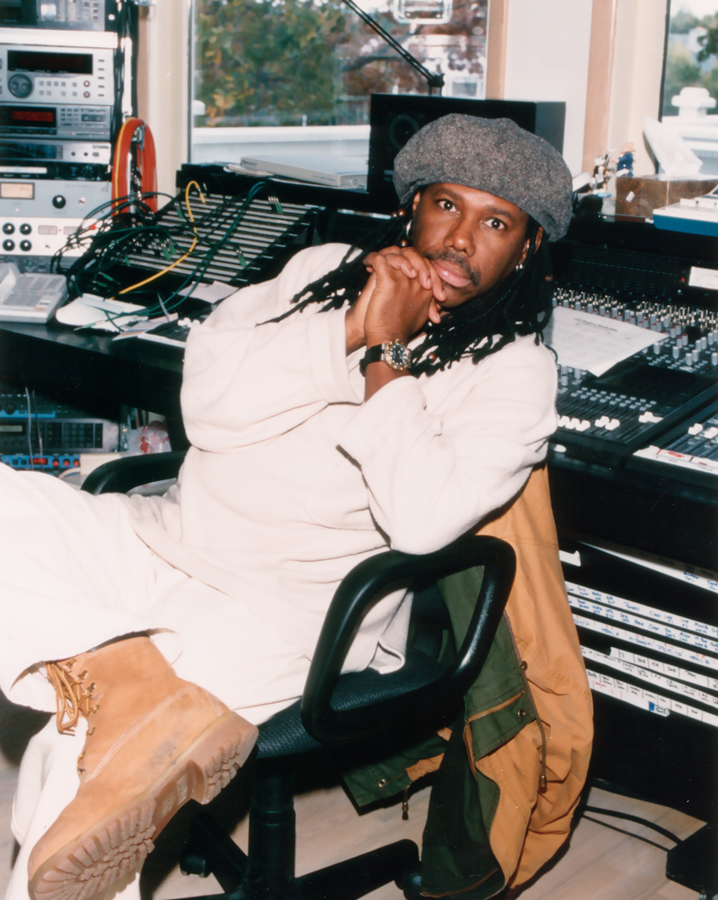
Nile Rodgers venne scelto come il principale produttore dell'album dopo la sua collaborazione con David Bowie.

Per Like a Virgin, Madonna ha cercato di diventare uno dei principali produttori di dischi, sentendo il bisogno di controllare i vari aspetti della sua musica. Credeva che dipendere da un particolare produttore per il suo album non fosse qualcosa che le andasse bene. Madonna ha detto "Ho imparato la lezione durante la creazione del mio album di debutto e il modo in cui [Reggie, la produttrice del suo progetto di debutto] Lucas mi ha lasciato in acqua con il progetto, non puoi fidarti degli uomini", riferendosi all'incidente, quando a causa di una certa differenza di opinione tra il produttore Reggie Lucas e Madonna, Lucas aveva lasciato il progetto a metà strada. Tuttavia, la Warner Bros. non era pronta a darle la libertà artistica che desiderava. Nella biografia di Madonna di J. Randy Taraborrelli, ha commentato,
La Warner Bros. Records è una gerarchia di vecchi ed è un ambiente sciovinista in cui lavorare perché sono trattata come una bambina sexy. Ho dovuto dimostrare che si sbagliavano, il che significava non solo dimostrarmi ai miei fan ma anche alla mia casa discografica. Questo è qualcosa che succede quando sei una ragazza. Non succederebbe a Prince o a Michael Jackson. Ho dovuto fare tutto da sola ed è stato difficile cercare di convincere la gente che valessi un contratto discografico. Successivamente, ho avuto lo stesso problema nel cercare di convincere la casa discografica che avevo più da offrire di un cantante one-shot. Ho dovuto vincere questa lotta. 
Alla fine, con l'approvazione dei dirigenti della Warner Bros., Madonna scelse Nile Rodgers come produttore dell'album, per il suo lavoro come membro degli Chic e per quello di produttore dell'album Let's Dance di David Bowie. Ha commentato: "Quando stavo realizzando il disco, ero così elettrizzata e felice di lavorare con Nile Rodgers. Ho idolatrato Nile a causa dell'intera faccenda Chic. Non potevo credere che la casa discografica mi avesse dato i soldi in modo che potessi lavorare con lui."
Da parte sua, Rodgers ha ricordato di aver visto per la prima volta Madonna esibirsi in un piccolo club a New York nel 1983. In un'intervista a Time, Rodgers ha spiegato: "Sono andato al club per vedere cantare un'altra donna, ma quando sono arrivato lì Madonna era sul palco, ho adorato la sua presenza sul palco e poi ci siamo incontrati subito dopo. Continuavo a pensare: 'Accidenti, è una star', ma non lo era in quel momento. Ho sempre voluto lavorare con lei e Like a Virgin sembrava un'opportunità perfetta."
Like a Virgin ha avuto un importante impatto culturale negli anni ottanta. Madonna ha dimostrato di non essere una one-hit wonder, ma di volere porre per sé una base permanente nel mondo della musica. A quei tempi, le sue canzoni diventarono una calamita per le critiche dei conservatori, ma erano anche fonte di imitazione, soprattutto da parte della popolazione femminile più giovane. Secondo l'autore J. Randy Taraborrelli, "Ogni artista importante ha almeno un album nella sua carriera il cui successo commerciale e di critica diventa il momento magico dell'artista; per Madonna, Like a Virgin ha rappresentato proprio questo".

## Registrazione
L'album è stato registrato al Power Station Studio di New York a un ritmo rapido e Rodgers si avvalse della collaborazione di alcuni ex membri degli Chic, cioè il bassista Bernard Edwards e il batteristaTony Thompson, mentre Rodgers decise di essere il chitarrista, quando Edwards gli chiese di farlo, in cambio del loro aiuto. Il programma è stato anche difficile per Madonna, che ha ricordato che era solita "andare al circolo di nuoto nell'Upper West Side e andare a nuotare e camminare da lì allo studio di registrazione. Era impossibile per me arrivare lì al mattino". Rodgers ha ricordato che Madonna era una gran lavoratrice e incredibilmente tenace. Ha commentato: "Sono sempre stupito dall'incredibile giudizio di Madonna quando si tratta di fare dischi pop. Non ho mai visto nessuno farlo meglio, e questa è la verità. Quando abbiamo fatto quell'album, era l'unione perfetta, e sapevo dal primo giorno in studio. La cosa tra noi, amico, era passionale, era creatività ... era pop."
Jason Corsaro, l'ingegnere audio del disco, persuase Rodgers a usare la registrazione digitale, una nuova tecnica all'epoca che Corsaro riteneva potesse essere il futuro della registrazione. Per garantire ciò, Corsaro ha usato un registratore digitale a nastro a 24 tracce Sony 3324 e un Sony F1 a due tracce durante la miscelazione dei brani. Madonna registrò le parti principali delle canzoni in una piccola sala di legno con il soffitto alto sul retro dello Studio C, nota anche come "sala R&B" della Power Station. Corsaro le mise poi dei gobo attorno mentre utilizzava la capsula superiore di un microfono a tubo stereo AKG C24, con un preamplificatore per microfono Schoeps e un equalizzatore Pultec. Una volta che le tracce incontrarono l'approvazione di tutti, Robert Sabino aggiunse le parti di tastiera, suonando principalmente un Sequential Circuits Prophet-5, oltre a un piano di Rhodes e piano acustico, mentre Rodgers suonava anche un Synclavier. Madonna, sebbene non richiesta, era presente ogni minuto delle sessioni di registrazione e del processo di missaggio, Corsaro ha commentato: "Nile era presente per la maggior parte del tempo, ma era sempre presente. Non se ne andava mai".

## Titolo e copertina
La copertina dell'album e le immagini contenute all'interno del disco furono scattate da Steven Meisel, in una suite del St. Regis Hotel. Madonna desiderava che il titolo dell'album e l'immagine della copertina creassero un legame provocatorio tra il proprio nome di battesimo, Madonna, di chiaro stampo religioso, e la concezione cristiana dell'Immacolata Concezione.

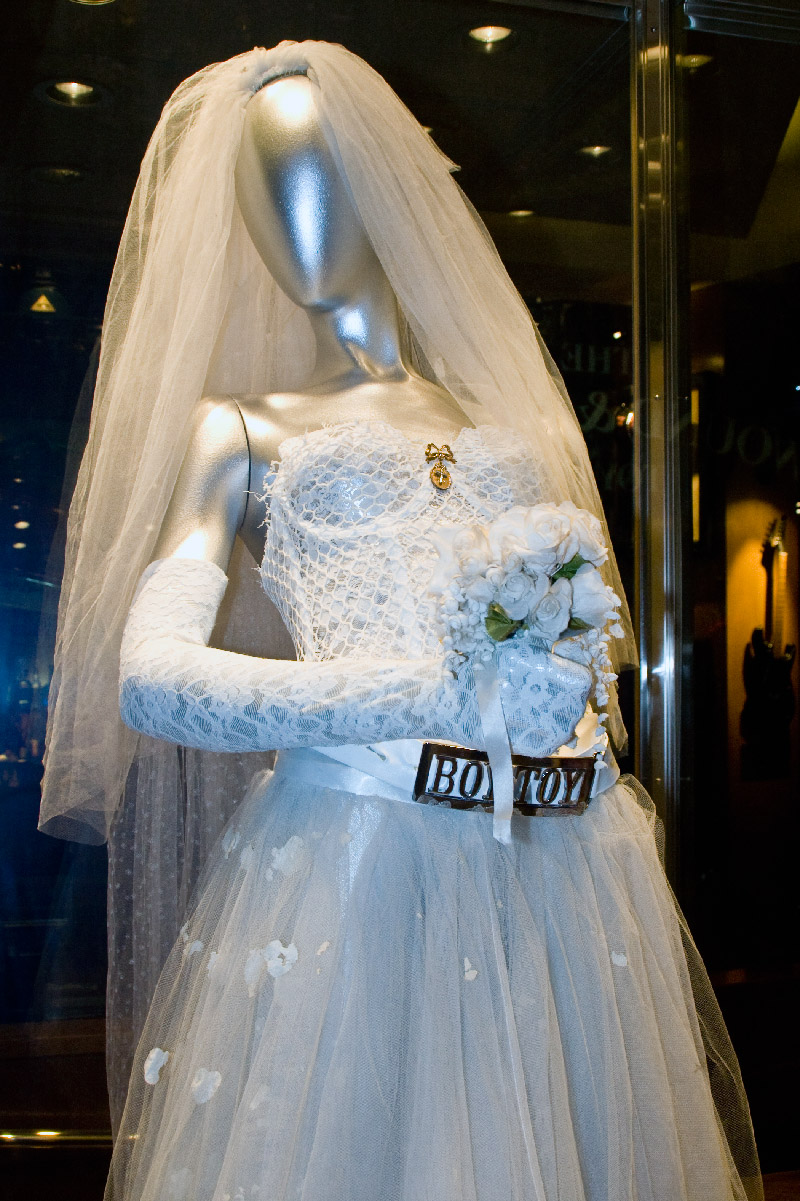
Una foto raffigurante l'abito nuziale di Madonna indossato sulla copertina del disco.

 Dato che la canzone che dà il titolo all'album alludeva a questo concetto, Madonna voleva che anche nella copertina ci fosse un tale riferimento. Graham Thompson descrisse l'immagine della copertina del disco in questo modo: 
"Distesa su un lenzuolo di raso, con un bouquet sul grembo, Madonna indossa un vestito da sposa e, ad un'analisi più attenta, si può constatare che l'immagine di Madonna sia feticizzata e sessualizzata. Il trucco pesante, la bocca pronunciata e i capelli vaporosi, insieme a un bustino molto stretto e a guanti molto lunghi, trasformavano Madonna in una figura di desiderio più che di virtù. Tutto questo è ancor più enfatizzato dalla cintura che la cantante indossa, nella quale è visibile la scritta "Boy Toy". l'immagine è ambigua e si basa sul fatto che Madonna, a quel punto della sua carriera, voleva presentarsi non solo come un oggetto del desiderio, ma anche come un soggetto femminile attraente." 
William McKeen, autore di Rock and Roll is here to stay: an anthology, disse che l'immagine della copertina rappresentava un'altra testimonianza del fatto che Madonna, a quei tempi, rappresentava l'ultimo grido, l'ultima moda per le donne e le ragazze del tempo, l'epitome di ciò che era figo.
Nel suo libro Pasen y Vean: Estudios Culturales, Isabel Clúa e Paulina Pitarch dissero che il titolo dell'album faceva riferimento "al candore della vergine e ad alcuni stereotipi sulla donna, come quello della sposa amatissima e della prima donna non corrotta. Sulla copertina, le due autrici hanno rilevato che "il luogo, il viso, la postura, il gioco di ombre e l'abito da sposa sono molto eloquenti e alludono al buio e al sinistro".
Madonna stessa, a proposito della copertina dell'album, ha dichiarato: "Ho sempre amato giocare come il gatto con il topo con gli stereotipi convenzionali. La copertina dell'album Like a Virgin ne è un classico esempio. La gente si chiedeva cosa pensavo di rappresentare- la Vergine Maria o la prostituta. Fin da bambina ho imparato a vedere la contrapposizione di queste due immagini, e in questa copertina desideravo giocare con queste immagini. volevo vedere fondere insieme, la Vergine Maria e la puttana. La foto è una dichiarazione d'indipendenza, se vuoi essere una vergine, fai pure; ma se vuoi fare la puttana, hai tutto il cazzo di diritto di farlo.".

## Stile musicale e temi trattati
Il brano di apertura, Material Girl, è stato scritto da Peter Brown e Robert Rans. Madonna spiegò che la canzone descriveva la sua vita in quel momento. Inoltre il brano aveva qualcosa di provocatorio e se ne sentì subito attratta.  Material Girl incorpora elementi della musica new wave, presenta numerosi arrangiamenti di sintetizzatori e una voce robotica nel ritornello. Il testo della canzone tratta il tema del materialismo; Madonna dichiara di voler vivere una vita ricca, piuttosto che perdere tempo con il romanticismo e i rapporti sentimentali. Nel testo Madonna afferma "il ragazzo con il denaro è sempre quello giusto / perché viviamo in un mondo materiale / e io sono una ragazza materiale".
Scritta da Madonna e Steve Bray, Angel è la seconda traccia dell'album. La canzone possiede un gancio ascendente di tre accordi, presenti nei versi e nel ritornello, contiene inoltre armonie vocaliche che accompagnano il coro principale. Il testo della canzone reitera l'immagine angelica e salvifica dell'amante di Madonna. La canzone sembra un semplice canzone dance-pop che tratta il tema dell'amore, ma quando si inizia a cantare degli angeli si individua un sottotesto religioso.
La canzone che dà il titolo all'album, Like a Virgin, è stata scritta da Billy Steinberg e Tom Kelly. La canzone è stata scelta per Madonna da Michael Ostin della Warner Bros., dopo aver ascoltato una demo cantata da Kelly. Steinberg dichiarò che la canzone si basava sulle sue esperienze personali con l'amore. Like a Virgin è una canzone dance, composta da due hooks; la voce di Madonna assume un registro alto e viene accompagnata da un continuo arrangiamento di tamburi. Secondo Rikky Rooksby il testo della canzone è ambiguo e racchiude allusioni nascoste, molte delle quali sessuali. .
In Over and Over Madonna canta della determinazione e della forza di riprendersi dalle delusioni. Contiene il suono di tamburi, sintetizzatori e una progressione di tre accordi.
Love Don't Live Here Anymore è una cover di un brano di Rose Royce del 1978. Rodgers ha affermato le fasi di registrazione di questo brano rappresentarono un momento emozionante per la cantante: "Madonna non aveva mai cantato dal vivo con un'orchestra e lei stessa in un primo momento era titubante, ma inaspettatamente i risultati si sono rivelati positivi. La cantante si è lasciata prendere dall'emozione e si è messa a piangere, ma io ho lasciato che la registrazione continuasse".
Into the Groove è la sesta traccia dell'edizione dell'album del 1985. Ad ispirare Madonna nella produzione della canzone fu la pista da ballo e Madonna riferì di avere scritto la canzone guardando dal suo balcone un uomo portoricano ballare. Successivamente Madonna decise di usare la canzone come colonna sonora del film Desperately Seeking Susan. Il testo della canzone è semplice e scritto come un invito a ballare, nel testo sono presenti allusioni sessuali e sfumature nel significato.
La canzone Dress You Up è stata l'ultima ad essere inserita nell'album. Il testo della canzone è una metafora tra la moda e il sesso: Madonna canta sui vestiti che le piacerebbe mettere addosso al suo uomo per poter accarezzare il suo corpo.
Shoo-Bee-Doo contiene un omaggio alla musica Motown. La canzone fa parte del genere doo-wop e ricorda le canzoni dei gruppi degli anni Sessanta formati da sole ragazze come The Shirelles o The Crystals. Il testo tratta il tema dei problemi di coppia.
Pretender inizia con il ritornello per poi muoversi lungo le strofe. Il testo parla di seduzione e dell'insicurezza che prova una donna nel sentire che le cose si stanno muovendo troppo velocemente tra lei ed il suo uomo.
Stay è la traccia finale dell'album. La canzone include un rumore che ricorda vagamente il suono dei colpi dati al microfono e una sequenza parlata che sfuma fino alla fine della canzone.

## Promozione
Madonna presentò per la prima volta il primo singolo Like a Virgin agli MTV Video Music Awards del 1984 in cima ad una torta nuziale gigantesca, vestita con un abito da sposa adornato da una cintura con la famigerata scritta "Boy Toy" e un velo. La performance fu ritenuta osé da molti, perché la cantante concluse la performance rotolandosi sul palco e cavalcando il velo da sposa. L'esibizione è rimasta nella storia di MTV.  Il 13 dicembre del 1984, Madonna si esibì nuovamente con Like a Virgin sul programma della BBC One Top Of The Pops, indossando collant strappati, una parrucca rosa acceso e accessori religiosi. Madonna si esibì anche al Live Aid del 1985, un concerto a scopo benefico, dove cantò Into the Groove.
L'album è stato ulteriormente promosso con il primo tour della cantante, The Virgin Tour, che ha fatto tappa solo nelle principali città degli Stati Uniti e del Canada.  All'inizio erano state previste alcune date anche in Inghilterra e in Giappone per il grande successo che Madonna aveva ottenuto in entrambi i paesi, ma alla fine l'idea fu accantonata. Così la cantante decise di aggiungere diverse altre date negli Stati Uniti, realizzando gli show in spazi più ampi, a causa dei numerosi biglietti venduti.
Taraborrelli descrisse il tour di Madonna come "pieno di eccitazione" con Madonna che chiede al pubblico "Will You Marry Me" (mi sposate?). Madonna cantava canzoni dal suo disco di debutto Madonna e dal nuovo disco Like a Virgin. I costumi includevano una giacca molto colorata per Holiday e un vestito da sposa per Like a Virgin. Durante Like a Virgin Madonna canta un verso della canzone Billie Jean di Michael Jackson.
Il tour ebbe un incasso di oltre 5 milioni di dollari.

## Edizioni
Il 26 luglio 1985 l'album è stato ristampato per il mercato europeo con l'aggiunta della traccia Into the Groove, tratto dalla colonna sonora del film Cercasi Susan disperatamente. Nel maggio del 2001, in occasione del Drowned World Tour, ne uscì una edizione rimasterizzata in CD, contenente i bonus remix di Like a Virgin e Material Girl.

## Singoli
Dall'album sono stati estratti i singoli Like a Virgin, Material Girl, Angel, Dress You Up , Love Don't Live Here Anymore (solo in Giappone e nelle Filippine) e Over and Over (solo in Italia e nelle Filippine).
Like a Virgin fu il primo singolo estratto dall'album alla fine del 1984. Il singolo ricevette critiche positive da parte della critica ed è stato spesso considerato come il singolo più noto di Madonna. Inoltre, Like a Virgin diventò il primo singolo di Madonna a raggiungere la posizione numero uno della Billboard Hot 100, mentre scalò la vetta delle classifiche in paesi quali Australia, Canada e Giappone. Il brano è stato certificato disco d'oro dalla Recording Industry Association of America (RIAA) il 10 gennaio del 1985, per la vendita di oltre un milione di copie in tutti gli Stati Uniti. Il video vede Madonna muoversi lungo le vie fluviali di Venezia in una gondola, o girovagare in un palazzo antico vestita con un abito da sposa. Commentando il video, gli studiosi hanno considerato l'immagine di Madonna come rivelatrice di una donna sessualmente indipendente. Inoltre, gli studiosi si sono soffermati sul simbolismo, in particolare facendo riferimento alla comparsa di un uomo con una maschera del leone sul volto, collegato a San Marco, e hanno messo a confronto l'erotismo del video con la vitalità storica della città di Venezia.
Material Girl è stato il secondo singolo estratto dall'album ed è stato un successo commerciale, la canzone ha raggiunto la top-five in Australia, Belgio, Canada, Irlanda, Giappone e Regno Unito. Il video musicale della canzone è un'imitazione dell'esibizione di Marilyn Monroe nella canzone Diamonds Are a Girl's Best Friend, estratto dal film Gli uomini preferiscono le bionde. L'imitazione è intervallata da una storia parallela, in cui protagonista è un regista di Hollywood che cerca di conquistare il cuore di un'attrice, interpretata da Madonna stessa. Nel video si scopre che, contrariamente a quanto dice il testo della canzone, la giovane donna non è attratta dal denaro e dai regali costosi; il regista, infatti, fingeva di essere senza soldi ma è riuscito comunque a portarla fuori a cena.
Angel è stato il terzo singolo estratto dall'album, pubblicato nel mese di aprile del 1985. I critici hanno dato pareri eterogenei sulla canzone: alcuni critici lo hanno valutato positivamente altri invece lo hanno ritenuto una canzone mediocre. Il singolo ha ottenuto un buon successo commerciale, raggiungendo la top-five della Billboard Hot 100.
Into the Groove è stato pubblicato come singolo nel luglio del 1985 e originariamente la canzone non faceva parte dell'album, ma venne pubblicato come singolo soltanto in Europa e in Giappone. La canzone ricevette pareri positivi dalla critica contemporanea e molti autori hanno definito la canzone come "il primo grande successo di Madonna". "Into the Groove" ha raggiunto la vetta delle classifiche in Australia, Belgio, Irlanda, Italia, Giappone, Paesi Bassi, Nuova Zelanda, e nel Regno Unito e fa parte della colonna sonora del film Cercasi Susan disperatamente.
Dress You Up fu l'ultimo singolo estratto dall'album. I critici hanno dato pareri positivi alla canzone, che è divenuta la sesta canzone di Madonna ad aver raggiunto la top-five negli Stati Uniti. La canzone ha, inoltre, raggiunto la top-ten in Australia, Belgio, Canada, Irlanda, Nuova Zelanda e Regno Unito.
Inoltre sono stati pubblicati come b-side: Stay di Like a Virgin, Pretender di Material Girl e Shoo-Bee-Doo di Into The Groove e Dress You Up.

## Accoglienza
Secondo la rivista Q, Like a Virgin è l'album che "ha spinto [Madonna] nella stratosfera - e giustamente. Le canzoni sono intelligenti, divertenti, sexy e irresistibili". Taraborrelli ha dichiarato che Like a Virgin ha mostrato Madonna come un'artista più versatile e raffinata, sottolineando che la voce della cantante in questo album risulta più forte rispetto al precedente disco. Michael Paoletta, della rivista Billboard, sostenne che le canzoni dell'album danno luogo ad un «grande momento dance-rock».

## Tracce
Testi e musiche di Madonna e Steve Bray eccetto dove indicato.
1. Material Girl – 3:56 (Peter Brown, Robert Rans)
2. Angel – 3:53
3. Like a Virgin – 3:35 (Tom Kelly, Billy Steinberg)
4. Over and Over – 4:08
5. Love Don't Live Here Anymore – 4:45 (Miles Gregory) – Cover di Rose Royce
6. Dress You Up – 3:58 (Peggy Stanziale, Andrea LaRusso)
7. Shoo-Bee-Doo – 5:14 (Madonna)
8. Pretender – 4:28
9. Stay – 4:04

Traccia bonus della ristampa europea (1985)
1. Into the Groove – 4:40

Tracce bonus dell’edizione rimasterizzata (2001)
1. Like a Virgin (Extended Dance Remix) – 6:09
2. Material Girl (Extended Dance Remix) – 6:07

## Crediti
- Madonna - voce, cori, songwriting
- Brenda King - cori
- Frank Simms - cori
- George Simms - cori
- Bernard Edwards - basso
- Lenny Pickett - sassofono
- Nile Rodgers - chitarra e sintetizzatore
- Robert Sabino - sintetizzatore
- Dave Weckl - batteria
- Tony Thompson - batteria
- Jimmy Bralower - batteria elettronica
- Prodotto da: Nile Rodgers
- Arrangiamenti: Jason Corsaro
- Direzione artistica: Jeffrey Kent Ayeroff e Jeri McManus
- Design: Jeffrey Kent Ayer e Jeri McManus
- Fotografia: Steven Meisel
- Stilista: Maripol

## Demos & Outtakes
Desperately Seeking Susan (Madonna & Stephen Bray) - traccia inedita composta per la colonna sonora dell'omonimo film. Sembra esserci un'altra canzone con lo stesso titolo scritta da Michael Bramon. Ad ogni modo, Into the Groove ha messo in ombra entrambe le composizioni, che sono state accantonate

## Successo commerciale
Like a Virgin, ha raggiunto immediatamente la prima posizione nella Billboard hot 200 Albums Chart, dove è rimasta per ben 89 settimane. Anche nel Regno Unito ha raggiunto la prima posizione, ed è rimasto in classifica per ben 152 settimane.
Nel 1998, l'album è stato certificato Disco di Diamante negli Stati Uniti e in Canada per avere raggiunto la quota di 10 milioni di copie vendute. Attualmente, solo The Immaculate Collection ha eguagliato questo risultato. Nel Regno Unito, è stato certificato triplo disco di platino per vendite corrispondenti a 900 000 copie. Attualmente ha venduto 1 640 000 copie nel paese.. Mondialmente, Like a virgin è uno degli album più venduti di sempre, con 25 milioni di copie vendute.

## Classifiche

### Classifiche settimanali
| Classifica (1984-86) | Posizione massima |
| -------------------- | ----------------- |
| Australia            | 2                 |
| Austria              | 3                 |
| Brasile              | 2                 |
| Canada               | 3                 |
| Danimarca            | 22                |
| Europa               | 1                 |
| Finlandia            | 8                 |
| Francia              | 5                 |
| Germania             | 1                 |
| Giappone             | 2                 |
| Islanda              | 1                 |
| Italia               | 1                 |
| Norvegia             | 6                 |
| Nuova Zelanda        | 1                 |
| Paesi Bassi          | 1                 |
| Regno Unito          | 1                 |
| Spagna               | 1                 |
| Stati Uniti          | 1                 |
| Svezia               | 3                 |
| Svizzera             | 3                 |

| Classifica (2006–19) | Posizione massima |
| -------------------- | ----------------- |
| Danimarca            | 22                |
| Italia               | 96                |
| Scozia               | 61                |
| Spagna               | 50                |
| Ungheria             | 25                |

### Classifiche di fine anno
| Classifica (1985) | Posizione |
| ----------------- | --------- |
| Australia         | 3         |
| Austria           | 11        |
| Canada            | 6         |
| Paesi Bassi       | 2         |
| Francia           | 8         |
| Germania          | 4         |
| Giappone          | 8         |
| Italia            | 7         |
| Norvegia          | 18        |
| Nuova Zelanda     | 2         |
| Regno Unito       | 3         |
| Spagna            | 16        |
| Stati Uniti       | 3         |
| Svizzera          | 8         |
| Classifica (1986) | Posizione |
| Brasile           | 5         |
| Paesi Bassi       | 11        |
| Spagna            | 16        |
| Regno Unito       | 28        |
| Stati Uniti       | 52        |

### Classifiche di fine decennio
| Classifica (1980–89) | Posizione |
| -------------------- | --------- |
| Australia            | 18        |
| Giappone             | 33        |

### Classifiche di tutti i tempi
| Classifica (1958–2018) | Posizione |
| ---------------------- | --------- |
| Stati Uniti (Women)    | 65        |